# 雙子座25
雙子座25，又名BD+28 1207，HD 47731、SAO 78636、HR 2453，是雙子座的一颗恒星，视星等为6.42，位于銀經186.47，銀緯10.42，其B1900.0坐标为赤經6h 35m 2.7s，赤緯+28° 10.42′ 21″。